# Jurija Gagarina (Bělehrad)
Jurija Gagarina (v srbské cyrilici Јурија Гагарина) je ulice v srbské metropoli Bělehradu. Jedná se o frekventovaný bulvár na Novém Bělehradu, a to jak z hlediska veřejné, tak i individuální dopravy. Spojuje hlavní silniční průtah přes Bělehrad u mostu Gazela s tzv. Sávskými bloky. Je dlouhá cca 4 600 metrů a vede západo-východním směrem.
Po ulici je vedena tramvajová trať a jezdí po ní velké množství autobusových linek.

## Historie
Třída vznikla v druhé polovině 20. století v souvislosti s budováním Nového Bělehradu. Nezapadá nicméně do sítě pravoúhlých tříd centrální části sídliště, její trasa více odpovídá toku řeky Sávy.
Do ulice má být výhledově vyústěn severní konec dálnice A2, který dnes končí u obchvatu Bělehradu.

## Významné stavby
- Obchodní centrum Delta City
- Obytný soubor Belvil